# Long Walk Home
"Long Walk Home" je pjesma Brucea Springsteena koji ju je napisao i prvi put izveo 2006. Prvi se put pojavila na njegovu Sessions Band Touru, a europskoj etapi turneje u Londonu, zamijenivši te večeri "Land of Hope and Dreams". Prepravljena s drugačijim i kraćim stihovima, snimljena je od strane Springsteena i E Street Banda kao lagani rock broj i objavljena na Springsteenovu albumu Magic. Našla se na 8. mjestu Rolling Stoneove liste 100 najboljih pjesama 2007.
Iako nije objavljena kao singl, pjesma se istaknula kad je za nju snimljen spot koji je objavljen 25. rujna 2007., isto dan kad i vidoespot za prvi singl s albuma, "Radio Nowhere".

## Vanjske poveznice
- Stihovi "Long Walk Home"  Arhivirana inačica izvorne stranice od 9. ožujka 2009. (Wayback Machine) na službenoj stranici Brucea Springsteena